# Nigerfrö
Nigerfrö (Guizotia abyssinica), tidigare Negerfrö, är vanligt förekommande i fågelfröblandningar. Plantan har gula blommor, gröna, ellipsformade blad och stjälk som kan variera från grön till lila, till rödbrun. Plantan är buskliknande och kan bli ganska stor. Själva fröna är svarta och långsmala.
Vanliga namn på växten i den engelskspråkiga delen av världen är noog, niger, nyjer, niger seed, ramtil eller ramtilla, inga seed och blackseed.